# Megacorma obliqua
Megacorma obliqua es una polilla de la  familia Sphingidae.
Se sabe que vuela en Sri Lanka, noreste de la India, Myanmar, suroeste de China (Yunnan, Hainan), Tailandia, Vietnam del norte, península de Malasia (Sarawak, Sabah), Indonesia (Sumatra, Kalimantan, Java, Ceram, Papua Barat), las Filipinas (incluyendo Palawan), Papúa Nueva Guinea y las islas Solomon.
Su envergadura de ala es de 120 a 145 mm. Pueda ser distinguido de cuela otro espécimen de Sphingidae por la combinación de la estructura del palpo labial, ala y tórax y patrón de ala.

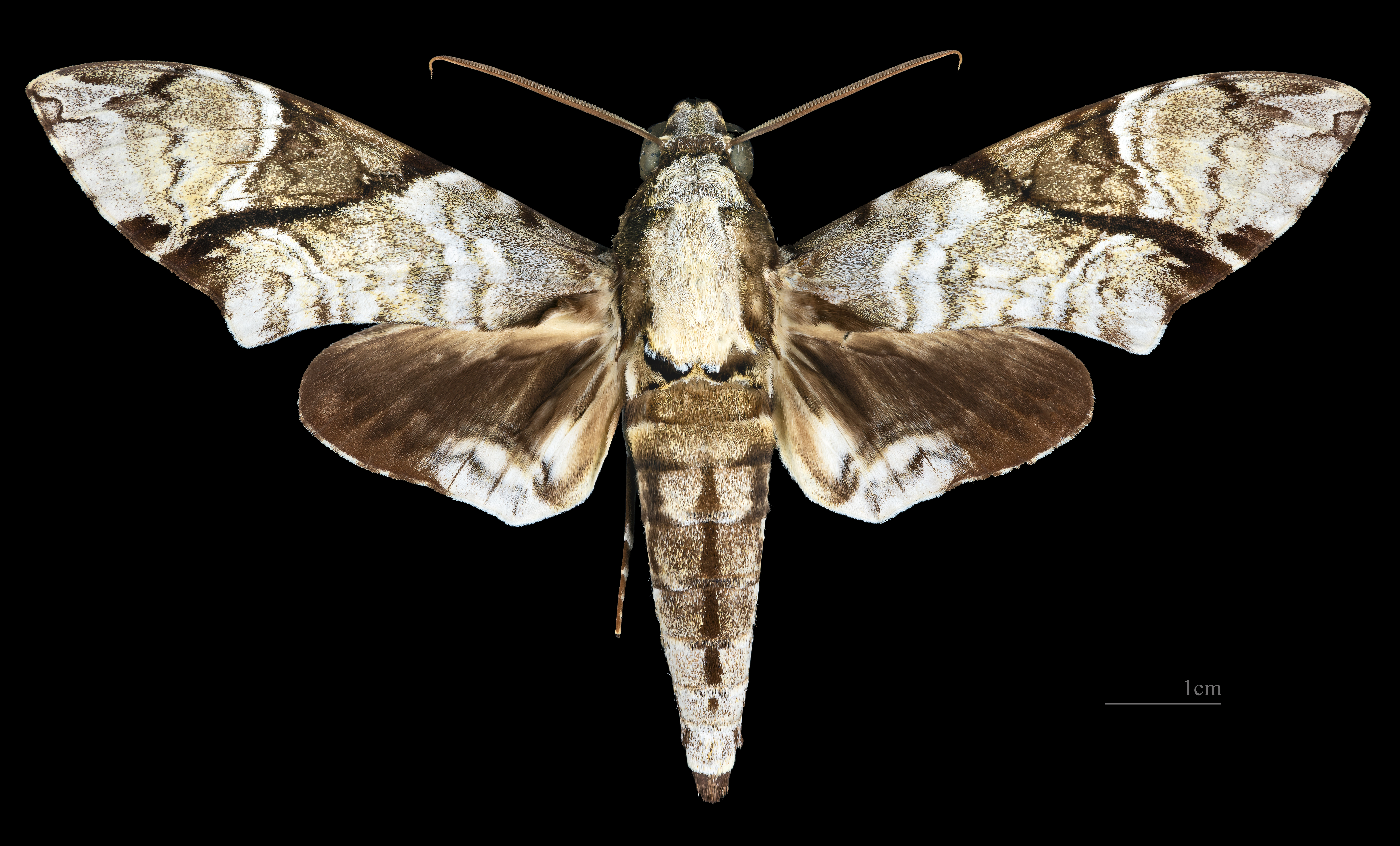
Megacorma obliqua ♂
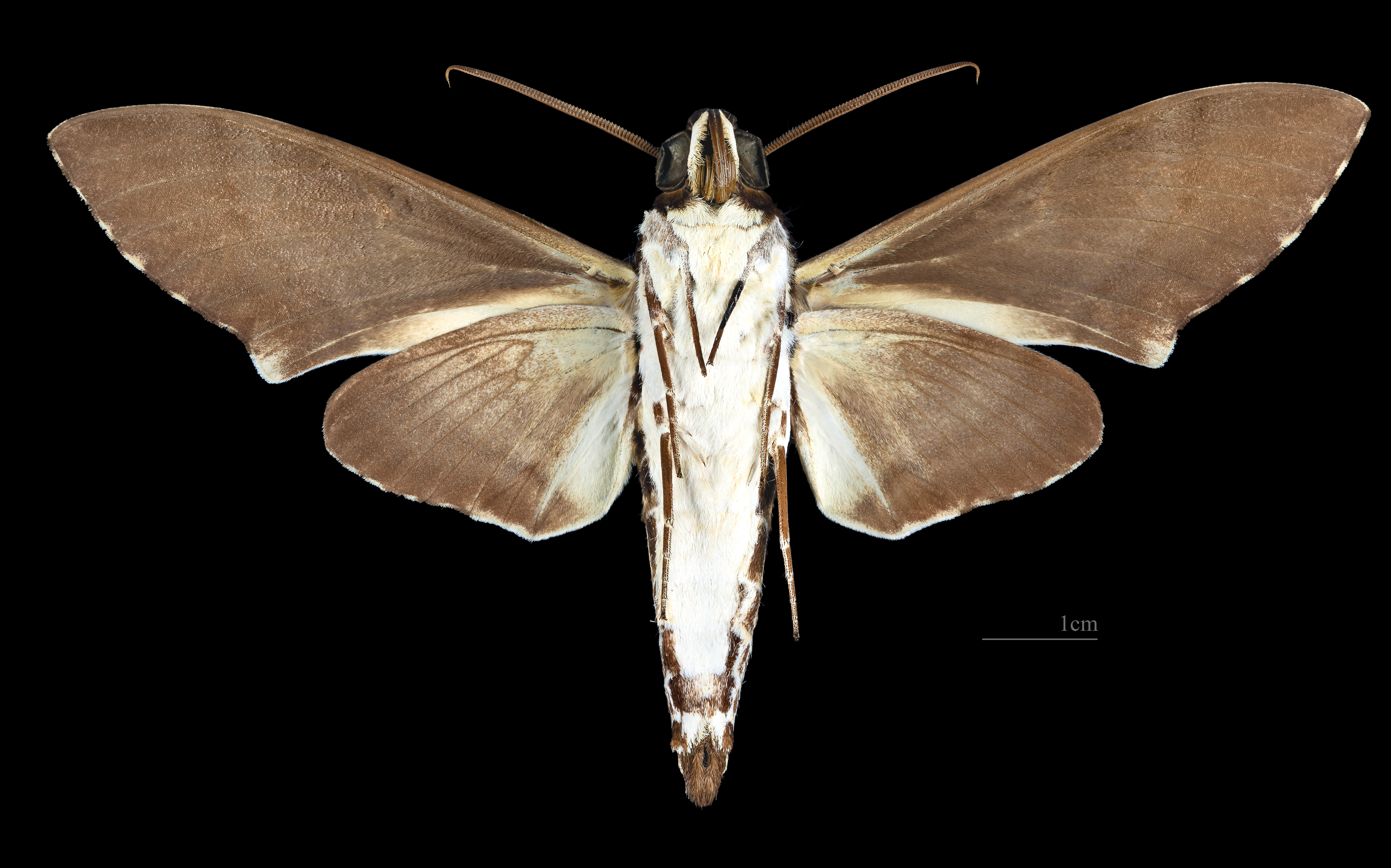
Megacorma obliqua ♂  △
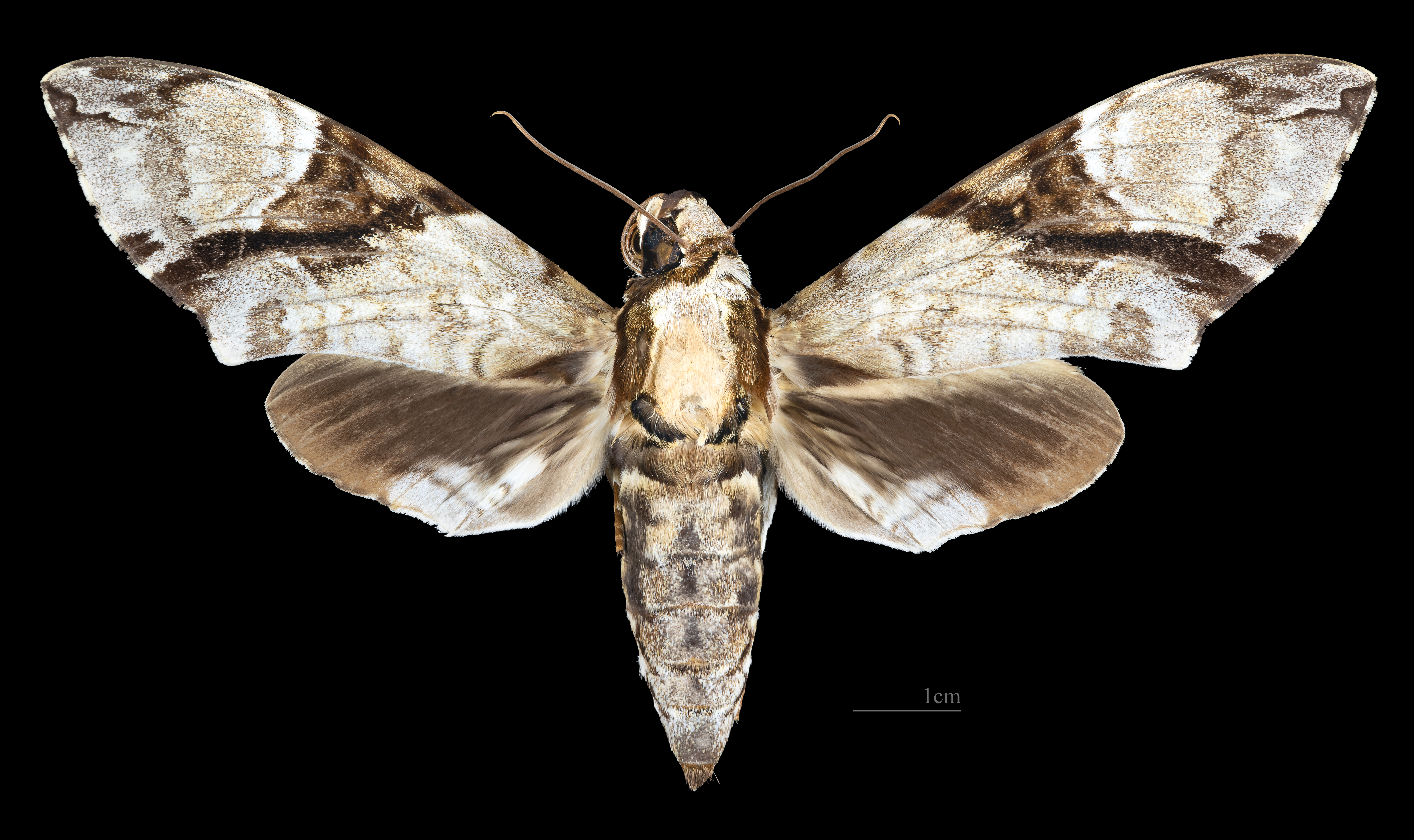
Megacorma obliqua  ♀
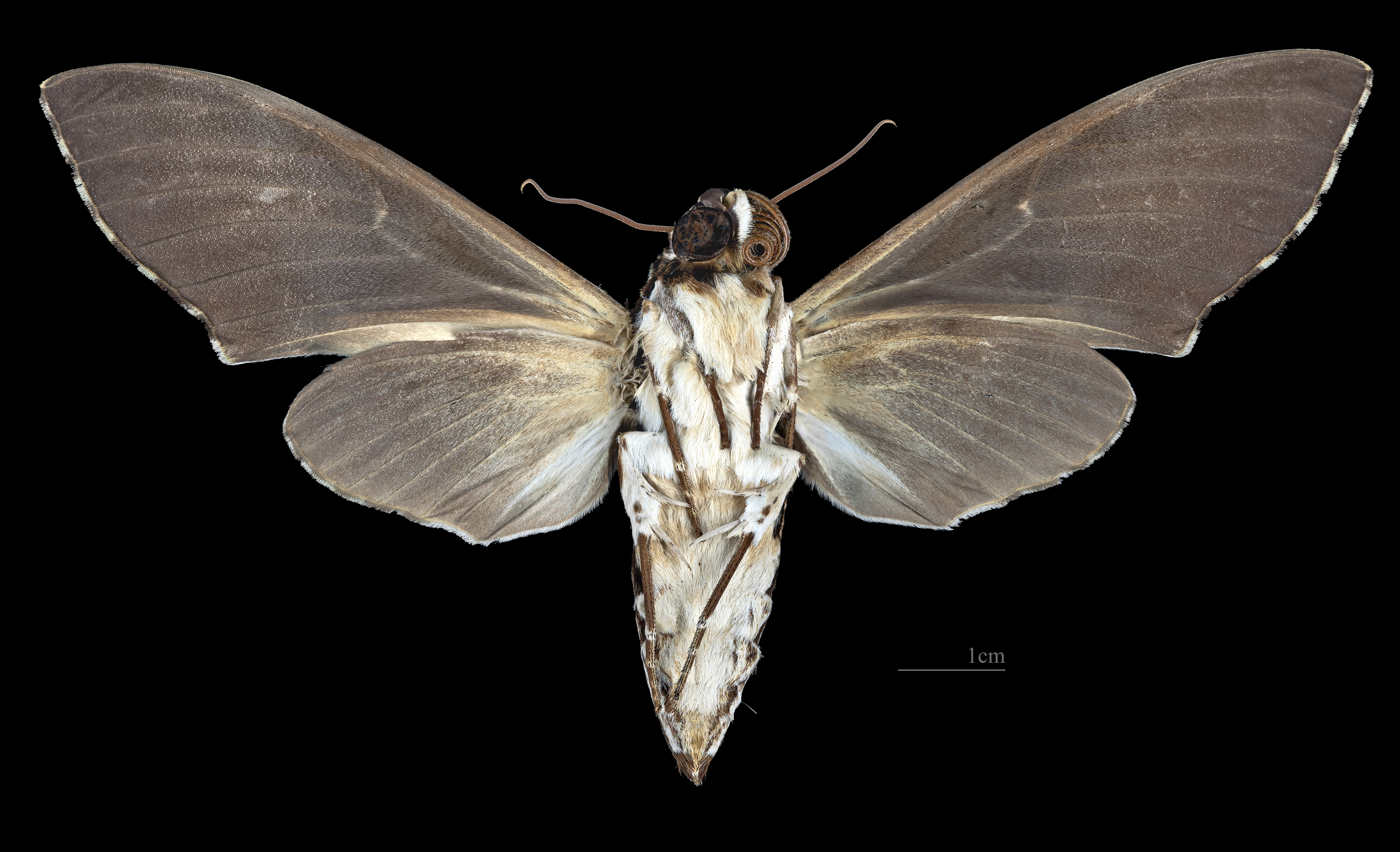
Megacorma obliqua ♀ △

## Sinonimia
- Macrosila obliqua (Walker, 1856)
- Sphinx nestor  (Boisduval, 1875)